# Jiades fulas

Estados fulas em cerca de 1830

As jiades fulas foram uma série de guerras jiadistas que ocorreram na África Ocidental durante os séculos XVIII e XIX, lideradas em grande parte pelo muçulamanos fulas. O primeiro levante inspirado no Islã ocorreu em Futa Jalom em 1725, quando pastores fulas, auxiliados por comerciantes muçulmanos, se levantaram contra as chefias locais ainda dominadas pela religião tradicional. Em 1750, os fulas estabeleceram um imamato e colocaram a região sob a lei da xaria. Seu sucesso inspirou fulas e tuculores nas margens do Baixo Senegal a estabelecem seu próprio imamato, Futa Toro, por meio de uma série de guerras entre 1769 e 1776.
No início do século XIX, o movimento jiadista se espalhou para o leste, para os Estados hauçás. O resultado de uma série de jiades iniciada em 1804 pelo revolucionário Usmã dã Fodio foi oCalifado de Socoto, o maior estado da África Ocidental até então. Uma política agressivamente expansionista, enfraqueceu gravemente o antigo Império de Bornu. Embora a religião tenha causado as guerras, pode não ter sido o principal motivador ao longo do tempo; os fulas pretendiam angariar os cativos necessários para vender como escravos e obter valiosas importações da costa.